# Jasmin Solfaghari
Jasmin Solfaghari (* 1963 in Freiburg im Breisgau) ist eine deutsche Opernregisseurin.

## Leben
Solfaghari wurde in Freiburg i. Breisgau geboren und wuchs in Teheran und in Freiburg auf. Nach ihrem Diplom der Musiktheater-Regie an der Hochschule für Musik und Theater Hamburg bei Götz Friedrich war sie von 1993 bis 1998 Spielleiterin an der Hamburgischen Staatsoper. Als Assistentin war sie auch für den Norddeutschen Rundfunk, den Westdeutschen Rundfunk und Radio Bremen für Klassik-TV-Produktionen tätig. Eigene Inszenierungen führten sie ins In- und europäische Ausland.
Am Stadttheater Bremerhaven war sie von 2001 von 2004 als inszenierende Oberspielleiterin mit 13 Produktionen des gängigen Opernrepertoires tätig. Ferner unterrichtete sie an Hochschulen wie der Sibelius-Akademie in Helsinki, der Hochschule für Musik und Darstellende Kunst Stuttgart und hielt Meisterkurse am Internationalen Opernstudio der Hamburgischen Staatsoper, in Montepulciano und an der Pepperdine University, Malibu.
Von 2004 bis 2006 war sie Oberspielleiterin der Deutschen Oper Berlin.
Neben Inszenierungen an der Oper Köln, wie Die Bassariden von Hans Werner Henze (2005), Die lustige Witwe (2007) und Tannhäuser (2008) war sie als Gastregisseurin am Stadttheater Augsburg (2007), am Stadttheater Klagenfurt (2007) und bei den Eutiner Festspielen (2008/09) tätig.
Jasmin Solfaghari war von 2004 bis 2011 Professorin für dramatischen Unterricht an der Hochschule für Musik und Theater „Felix Mendelssohn Bartholdy“ Leipzig.
Ihre Fassung Figaros toller Tag, mit der Premiere ihrer Erzählerfigur LUNA, wurde von der Oper Leipzig in Auftrag gegeben und dort im Großen Haus 2009 aufgeführt.
An der Deutschen Oper Berlin und der Finnischen Nationaloper betreut sie Wiederaufnahmen der Produktionen von Götz Friedrich (Das Rheingold, Siegfried), Marco Arturo Marelli (Pelléas et Mélisande).
2012 inszenierte Jasmin Solfaghari Pariser Leben von Jacques Offenbach an der Dresdner Staatsoperette und die Uraufführung L’Absence von Sarah Nemtsov bei der Münchner Biennale, die von Klaus Jungheinrich (Frankfurter Rundschau) in der Zeitschrift Opernwelt als „Beste Uraufführung des Jahres 2012“ nominiert wurde. Ein großer Erfolg wurde der Ring für Kinder an der Musikalischen Komödie, der ein großes, auch internationales Interesse geweckt hat. Der Erzähler LUNA stellte im Herbst 2013 dem Wiener Publikum Jasmin Solfagharis familienfreundliche Fassung von La Cenerentola vor.
Ihre eigene (mit Heiko Mathias Förster verfasste) Version Der Ring in 100 Minuten mit dem Rundfunk-Sinfonieorchester Berlin hatte im April 2014 Premiere und wurde von Deutschlandradio Kultur übertragen. Es folgten Xerxes an der Hfm Dresden, sowie Aladin und die Wunderlampe von Nino Rota an der Oper Leipzig. 2015 griff sie an der Musikalischen Komödie/Oper Leipzig mit ihrer neuen Fassung Freischütz für Kinder auf ihre Erzählerfigur LUNA zurück. 2018 inszenierte die Regisseurin den Ring des Nibelungen von Richard Wagner mit einer internationalen renommierten Besetzung (Catherine Foster, Torsten Kerl, Jennifer Wilson, Gerhard Siegel u. a.) im Auftrag des Odense Symfonieorkesters in Dänemark. 2021/2022 führte sie ihre Fassung "Figaro für Operneinsteiger" am Goetheanum Dornach als Produktion der PAMY Mediaproductions auf. In der Spielzeit 2022/23 inszenierte Solfaghari die Uraufführung von Daniel Behles Operette Hopfen und Malz am erzgebirgischen Eduard-von-Winterstein-Theater, 2023 folgte Richard Wagners Parsifal am Goetheanum in Dornach/Schweiz.
Jasmin Solfaghari gibt Meisterkurse und hält mehrsprachige Vorträge u. a. in Deutschland, den USA, in Italien, in Frankreich, in Israel, in Brasilien und in China.
Ihre Promotion in Musikwissenschaft wird betreut von Thomas Schipperges.
Jasmin Solfaghari war Mitglied der Künstlerischen Leitung der „Festlichen Operngala der AIDS-Stiftung“, die jährlich an der Deutschen Oper Berlin stattfand und im Fernsehen durch den rbb und 3sat ausgestrahlt wurde. Sie ist Initiatorin des Wettbewerbs um den  „Richard-Wagner-Nachwuchs-Preis“ und leitete ihn als Juryvorsitzende von 2014 bis 2024.
Jasmin Solfaghari ist seit 2018 Leiterin der Abteilung Oper/Musiktheater bei PAMY Mediaproductions. Sie lebt als freiberuflich tätige Opernregisseurin, Hochschullehrerin und Autorin (Opernführer für Einsteiger, Deutsch-Alemannisch, -Sächsisch, -Fränkisch; „Crashkurs Oper“, „Opera Guide for Beginners“, Schott Verlag) in Berlin.